# Związek dla Dostarczania Ziemi
Związek dla Dostarczania Ziemi – przymusowa organizacja wielkiej własności ziemskiej, powołana zarządzeniem ministra reform rolnych z 25 października 1925 Stanisława Janickiego, działająca w latach 1925–1938 w polskiej części Górnego Śląska.
Celem działania Związku było z jednej strony organizowanie osadnictwa, z drugiej – powiększanie gospodarstw chłopskich o zbyt małej powierzchni poprzez przydzielanie im gruntów będących w posiadaniu Związku. Pośrednictwem w transakcjach ziemią zajmowało się powołane równolegle Przedsiębiorstwo Osadnicze „Ślązak”. Statutowym wymogiem wobec osób pełniących ważniejsze funkcje we władzach było posiadanie obywatelstwa polskiego oraz zamieszkanie na obszarze działania Związku.
Związek dla Dostarczania Ziemi podlegał z mocy ustawy Sejmu Śląskiego z 16 stycznia 1923 wojewodzie śląskiemu. Związek zakończył działalność w 1938 roku po rozciągnięciu na polską część Górnego Śląska przepisów o wykonaniu reformy rolnej.